# Srbobran
Srbobran (izvirno srbsko Србобран; madžarsko Szenttamás), je naselje v Srbiji, ki je središče istoimenske občine; slednja pa je del Južnobačkega upravnega okraja v Vojvodini.

## Demografija
V naselju živi 10253 polnoletnih prebivalcev, pri čemer je njihova povprečna starost 39,2 let (37,5 pri moških in 40,7 pri ženskah). Naselje ima 4713 gospodinjstev, pri čemer je povprečno število članov na gospodinjstvo 2,78.
Prebivalstvo je večinoma nehomogeno.
|  |

| Demografija | Demografija     | Demografija     |
| Leto        | Št. prebivalcev | Št. prebivalcev |
| ----------- | --------------- | --------------- |
|             |                 |                 |
|             |                 |                 |
|             |                 |                 |
|             |                 |                 |
| 1948        | 13747           |                 |
| 1953        | 13635           |                 |
| 1961        | 14391           |                 |
| 1971        | 14189           |                 |
| 1981        | 13596           |                 |
| 1991        | 12798           | 12651           |
| 2002        | 13296           | 13091           |
|             |                 |                 |

| Etnična sestava po popisu iz leta 2002 | Etnična sestava po popisu iz leta 2002 | Etnična sestava po popisu iz leta 2002 | Etnična sestava po popisu iz leta 2002 | Etnična sestava po popisu iz leta 2002 |
| -------------------------------------- | -------------------------------------- | -------------------------------------- | -------------------------------------- | -------------------------------------- |
| Srbi                                   | Srbi                                   |                                        | 7.838                                  | 59,87%                                 |
| Madžari                                | Madžari                                |                                        | 3.715                                  | 28,37%                                 |
| Jugoslovani                            | Jugoslovani                            |                                        | 396                                    | 3,02%                                  |
| Romi                                   | Romi                                   |                                        | 245                                    | 1,87%                                  |
| Hrvati                                 | Hrvati                                 |                                        | 134                                    | 1,02%                                  |
| Črnogorci                              | Črnogorci                              |                                        | 118                                    | 0,90%                                  |
| Makedonci                              | Makedonci                              |                                        | 26                                     | 0,19%                                  |
| Ukrajinci                              | Ukrajinci                              |                                        | 24                                     | 0,18%                                  |
| Muslimani                              | Muslimani                              |                                        | 21                                     | 0,16%                                  |
| Rusini                                 | Rusini                                 |                                        | 18                                     | 0,13%                                  |
| Nemci                                  | Nemci                                  |                                        | 14                                     | 0,10%                                  |
| Albanci                                | Albanci                                |                                        | 13                                     | 0,09%                                  |
| Slovaki                                | Slovaki                                |                                        | 12                                     | 0,09%                                  |
| Slovenci                               | Slovenci                               |                                        | 10                                     | 0,07%                                  |
| Romuni                                 | Romuni                                 |                                        | 8                                      | 0,06%                                  |
| Bolgari                                | Bolgari                                |                                        | 6                                      | 0,04%                                  |
| Rusi                                   | Rusi                                   |                                        | 3                                      | 0,02%                                  |
| Bunjevci                               | Bunjevci                               |                                        | 2                                      | 0,01%                                  |
| Bošnjaki                               | Bošnjaki                               |                                        | 2                                      | 0,01%                                  |
| Čehi                                   | Čehi                                   |                                        | 1                                      | 0,00%                                  |
| Neznano                                | Neznano                                |                                        | 86                                     | 0,65%                                  |